# Balaton-felvidéki Nemzeti Park Igazgatóság
A Balaton-felvidéki Nemzeti Park Igazgatóság (rövidítése: BfNPI) egyike a magyarországi nemzeti park igazgatóságoknak, csopaki székhelyű központi költségvetési intézmény, megalapítására 1990. december 1-jén a 3/1990. (XI. 27.) KTM rendelet alapján került sor.

## Feladatai
A természetvédelem területi igazgatása körébe tartozó közfeladatokat lát el. Alaptevékenységét a természettudományi, műszaki alapkutatás, a génmegőrzés, fajtavédelem, a természetvédelem és tájvédelem igazgatása és támogatása, a védett természeti területek és természeti értékek bemutatása, megőrzése és fenntartása, könyv- és egyéb kiadással, valamint a szabadidős szolgáltatással kapcsolatos feladatok képezik.

## Működési területe
A BfNPI működési területét kormányrendelet határozza meg, mely kiterjed Veszprém vármegye területére, Győr-Moson-Sopron vármegye 6 településének közigazgatási területére (Bakonygyirót, Bakonyszentlászló, Fenyőfő, Románd, Sikátor, Veszprémvarsány), Zala vármegye területére (kivéve Csöde, Felsőszenterzsébet, Magyarföld, Szentgyörgyvölgy és Zalalövő települések közigazgatási területén az Őrségi Nemzeti Park területe), Somogy vármegyében pedig Ádánd, Nagyberény, Nyim, Som, Szőkedencs települések közigazgatási területére és a Balaton Kiemelt Üdülőkörzet településeinek területére (kivéve Marcali település teljes közigazgatási területét).
Működési területén több országos jelentőségű védett terület (egy az igazgatóság nevével megegyező nevű nemzeti park, három tájvédelmi körzet, 27 országos jelentőségű természetvédelmi terület), és több nemzetközi jelentőségű védett terület (egy UNESCO Globális Geopark, egy Európa Diplomás Terület, több Natura 2000 terület, egy bioszféra-rezervátum, három Ramszári egyezmény hatálya alá tartozó terület és kilenc erdőrezervátum) található.

## Országos jelentőségű védett területek

### Tájvédelmi körzetek

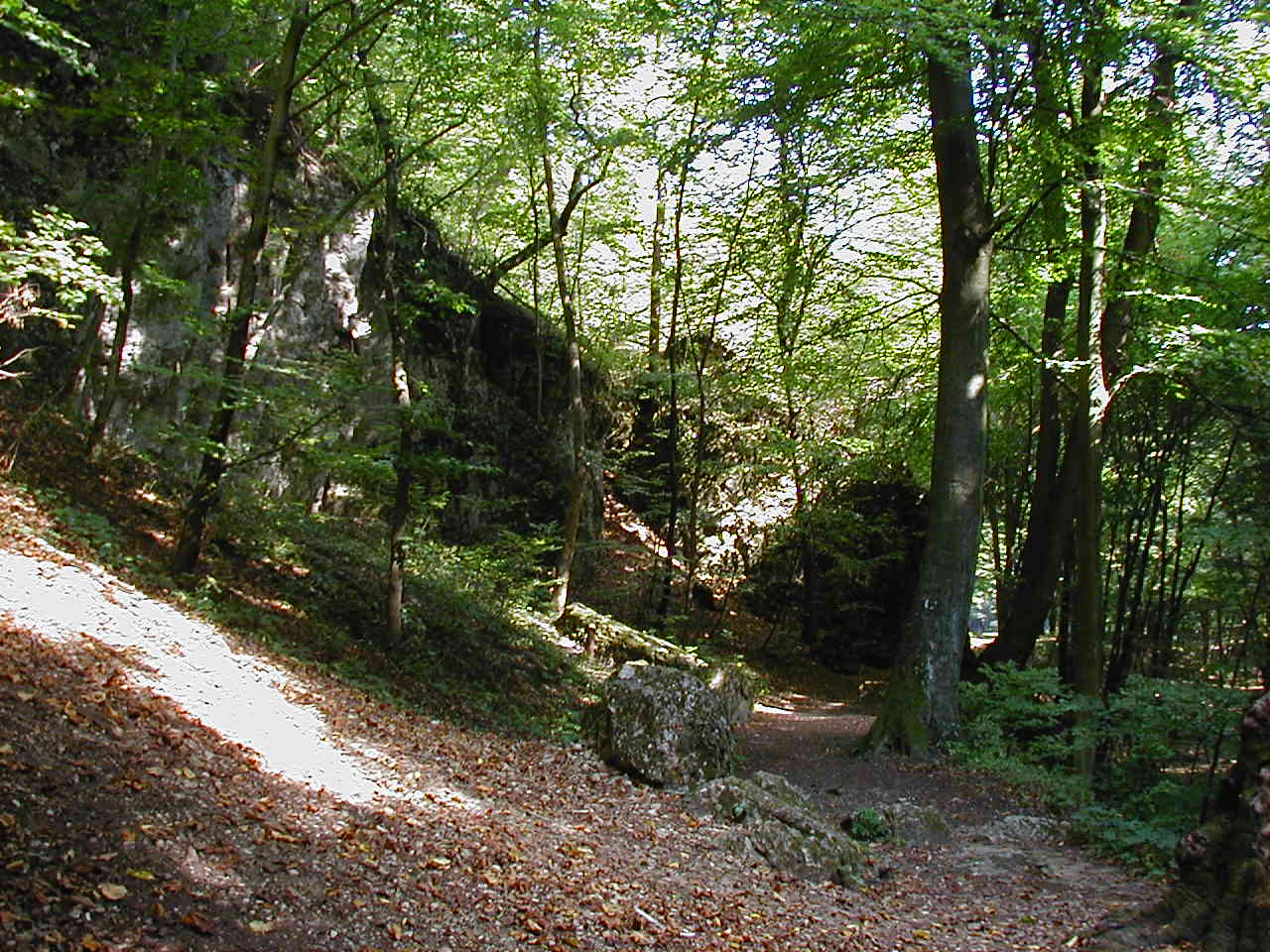
A Cuha patak völgye a Bakonyban

#### Magas-bakonyi Tájvédelmi Körzet
Biológiai sokszínűsége és geológiai érdekességei miatt fontos. A felszín alatt számos barlang található, melyek közül kiemelkedik az Odvas-kői-barlang, az Ördöglik-barlang, valamint a Kis- és Nagy-Pénzlik. A Szömörke-völgyben eredő Judit-forrás mésztufából álló gátsora pedig a bükki Szalajka-völgy képződményeihez hasonlítható. A terület legnagyobb részét gyertyános-bükkösök borítják. A legmagasabb részek magashegységi jellegűek, hegyi szillel, hegyi juharral és magas kőrissel. E társulás értékes madarai a fehérhátú fakopáncs, a fekete gólya, a holló és a kerecsensólyom. A cserjeszint jellemző növénye a télen is zöld babérboroszlán. A mélyebb völgyek jellemző fajai az erdei holdviola, a gímpáfrány, a havasi turbolya és a farkasölő sisakvirág. Az Odvaskőháton él a hazánkban csak itt előforduló rozsnokképű árvalányhaj. A hűvösebb bükkösökben még találkozhatunk havasi cincérrel és alpesi gőtével. A Vörös János Séd-patakjában még kövi rák is van.

#### Somló Tájvédelmi Körzet
A magányos Somló a Marcal-medencéből emelkedik ki. A védettség célja a hegy tájképi, gazdálkodási és építészeti értékeinek együttes megóvása. A fokozottan védett hegytető a várrommal és bazaltsziklákkal gyönyörű, impozáns látványt nyújt.

#### Mura-menti Tájvédelmi Körzet
Az osztrák-szlovén-magyar Mura folyó magyar szakasza az igazgatóság működési területén található tájvédelmi körzetek közül a legújabb, mely a Drávával együtt Európa egyedülálló természetes ártere, ahol a folyók maguk alakíthatják szabadon kanyargó medrüket, zátonyokat, szigeteket építve, partokat omlasztva, holtágakat leválasztva, éltetve a tájat. Az így kialakult értékes élőhelyek viszonylag természetes állapotban maradtak meg.

### Természetvédelmi területek

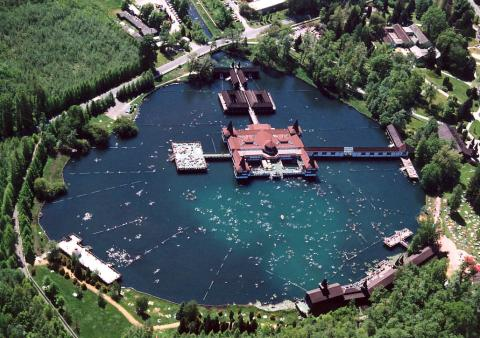
A Hévízi-tó

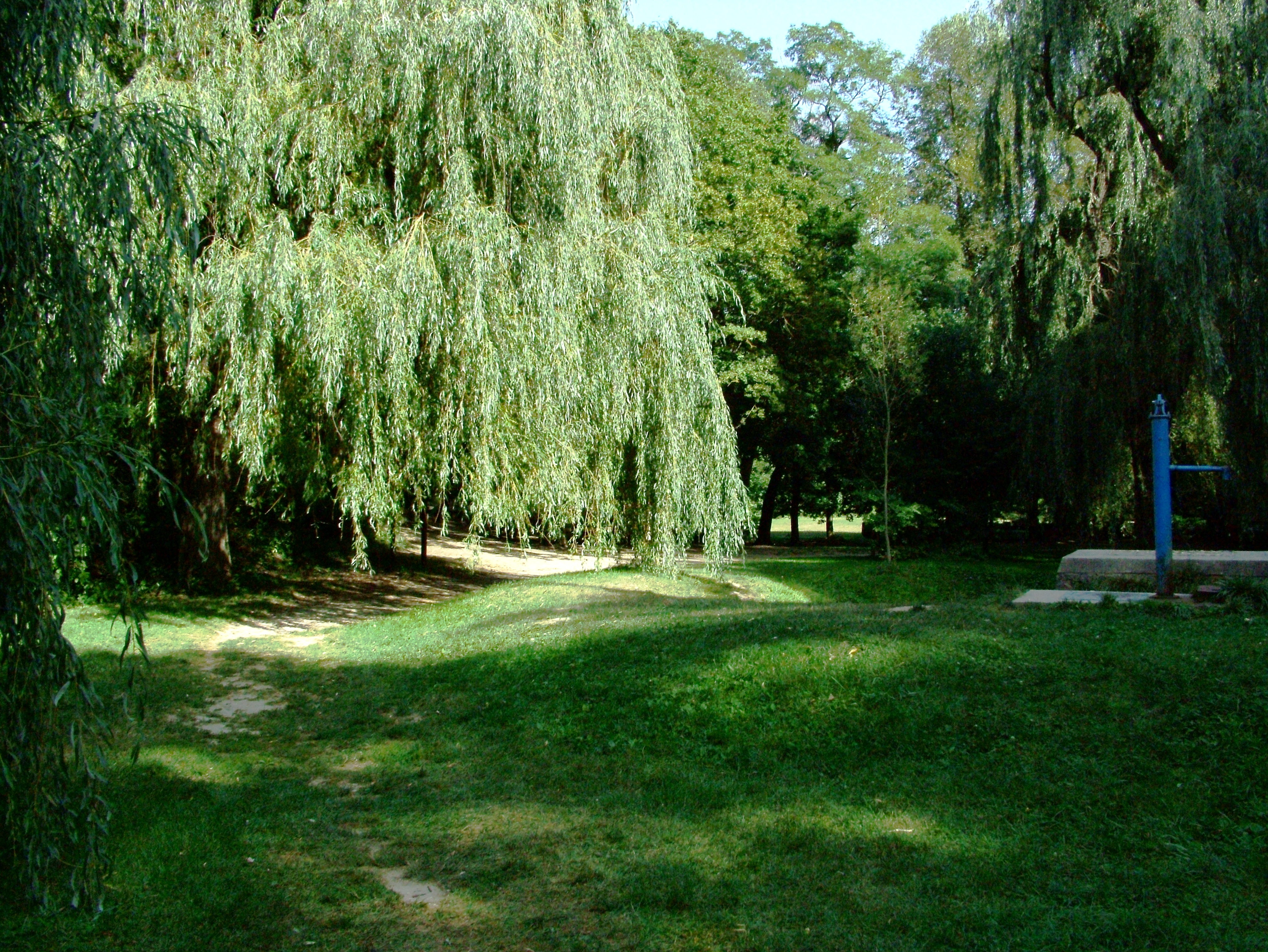
A Koloska-völgy

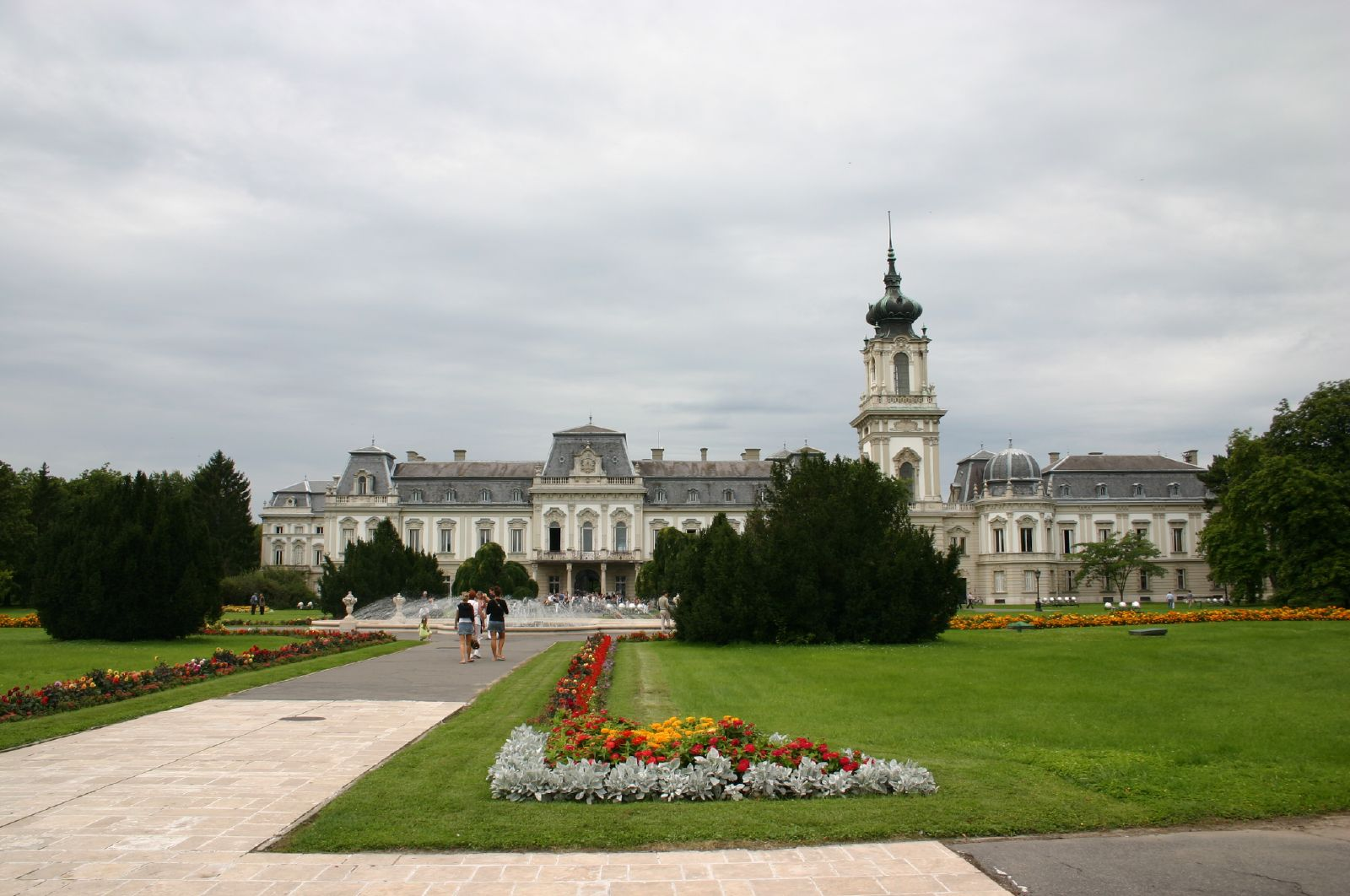
Keszthelyi Festetics kastély

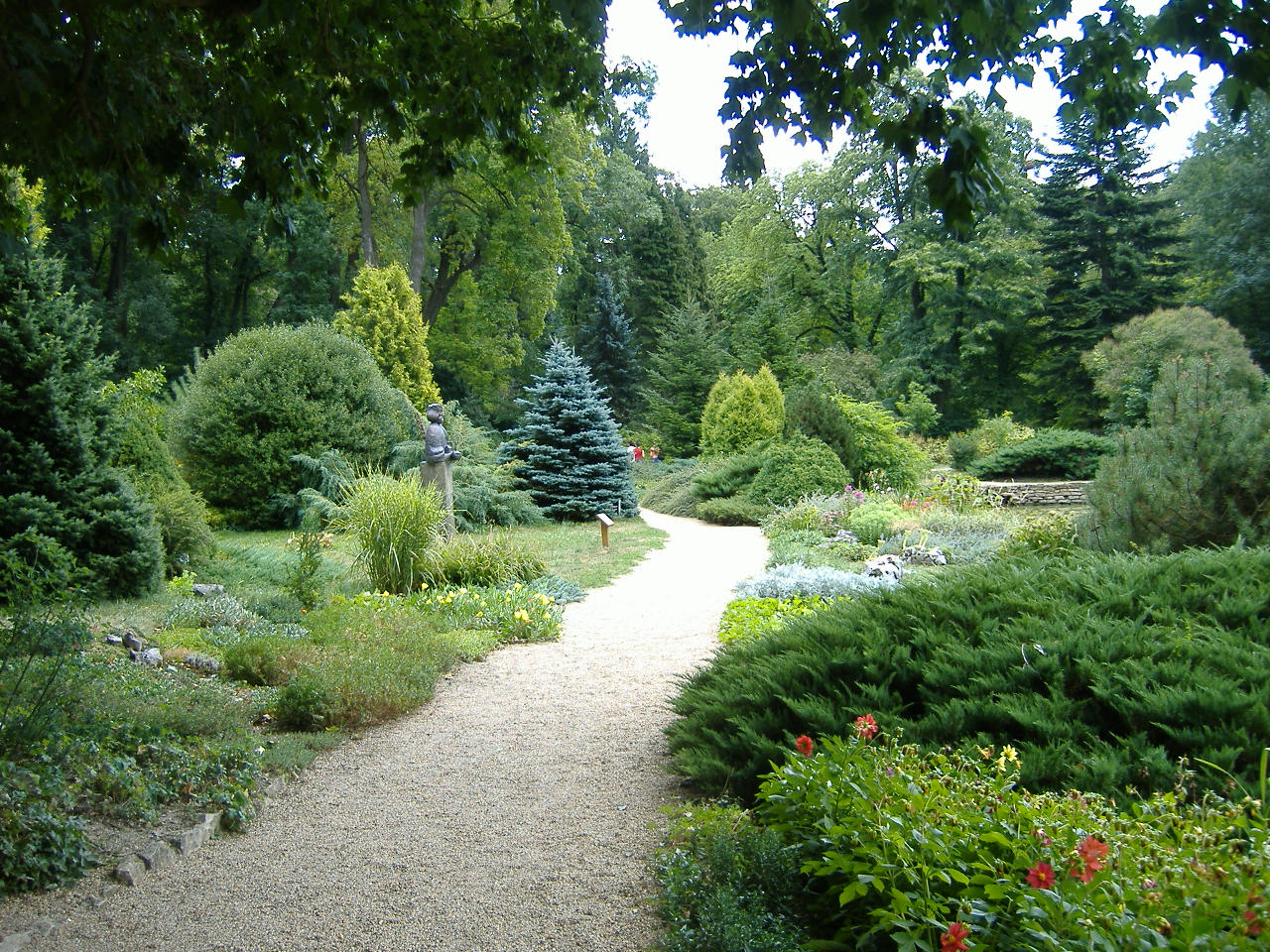
Zirci Arborétum

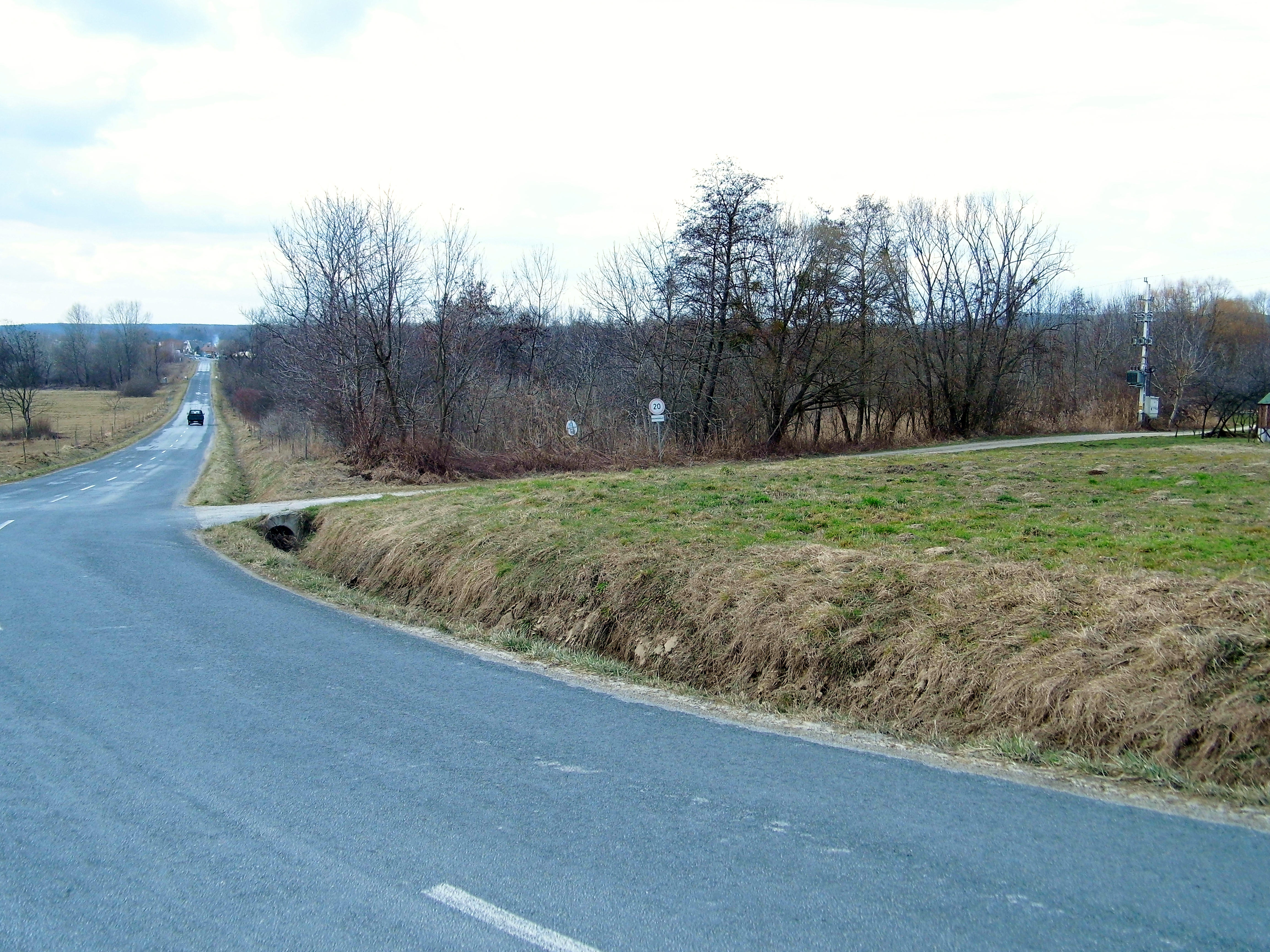
Bakonygyepesi Zergebogláros Természetvédelmi Terület

- Attyai Láprét Természetvédelmi Terület: a láprétet három bővizű forrás táplálja és biztosítja ennek különleges élőhelynek a fennmaradását. Ősszel szőnyeget alkotva nyílik a területen az illatos hagyma. E legutóbbi jégkorszakbúl itt maradt maradványnövényt a láp hűvös klímája őrizte meg egészen napjainkig. Ugyancsak ezt a mikroklímát kedveli a szibériai nőszirom és a különböző orchideafélék.
- Bakonygyepesi Zergebogláros Természetvédelmi Terület: a Csigere-patak által táplált láprét több értékes növény mellett elsősorban a zergeboglár, e ritka jégkorszaki maradványnövényünk élőhelye.
- Balatonfüredi Erdő Természetvédelmi Terület: A Péter- és Tamás-hegy gyepének, és abban élő növényeinek köszönheti védettségét. A Koloska-völgyet övező sziklákon megkapaszkodtak a karszt-bokorerdő mediterrán klímát kedvelő fajai.
- Balatonkenesei Tátorjános Természetvédelmi Terület: ezt a korábban erőszakos gyomként nyilvántartott és e szerint irtott növényt ma már csak a fokozott védelem tudja megmenteni a kipusztulástól. A tátorján ma ismert élőhelyei közül ez a legjelentősebb.
- Darvas-tói Bauxitlencse Természetvédelmi Terület: ebben az egykori bányában a nem annyira ellenálló kőzet folyamatos aprózódása felszínre hozza a kemény, ellenálló rétegeket. E helyen tanulmányozhatók a lefejtett bauxitlencse alól előbukkanó víznyelők, töbrök és dolomitos karsztképződmények.
- Devecseri Széki-erdő Természetvédelmi Terület: a terület jelentős része erdő, gyep, láp és mocsár. Elsősorban a ritka növényfajokat rejtő, sajátos klímájú láprétjei értékesek.
- Farkasgyepűi Kísérleti Erdő Természetvédelmi Terület: a területen 1926-tól folynak erdőfelújítási kísérletek, 1974 óta pedig a különböző bükkös társulások életét tanulmányozzák itt a kutatók.
- Fenyőfői Ősfenyves Természetvédelmi Terület: a fenyves fái egészen egyedülállóan futóhomokba kapaszkodtak, s e kedvezőtlen talajhoz alkalmazkodva él itt hazánk legszebb erdeifenyő-állománya (lásd: ősfenyves).
- Hévízi-gyógytó Természetvédelmi Terület: a Hévízi-tó felülete 47500 négyzetméter, forrása napi 80 millió liter vizet ad! A víz hőmérséklete télen is meghaladja a 26 fokot. A tó fenekét tőzegiszap fedi. A tóval együtt az azt körülvevő park és véderdők is védettek.
- Hódoséri Ciklámenes Természetvédelmi Terület: a Hódos-ér-patak völgyében virágzik az erdei ciklámen, pedig általában a bükkösök talaját nem kedveli.
- Keszthelyi Kastélypark Természetvédelmi Terület: a park mai nagysága mindössze 8 hektár. Már egy 1769-es térképen is szerepelt bejelölve, de az angolpark kiépítése csak 1792-ben kezdődött. A mai élőkert és park végleges formáját Festetics Tasziló révén kapta.
- Látrány-puszta Természetvédelmi Terület: míg az 1850-es évekig időnként összefüggő vízréteg borította, ma már csak a mélyebben fekvő helyek mutatják a közel természetes állapotot. Ritka növénye a tőzegpáfrány és a lápi csalán. A nagy póling, a hamvas rétihéja és a kékbegy fészkelési területe.
- Nagybereki Fehér-víz Természetvédelmi Terület: a Nagyberek a 19. század  közepéig tó volt, de a Balaton vízszintjének a Sió szabályozása miatti esése következtében magasabban fekvő hátai szárazra kerültek. A területet csatornarendszerrel szabdalták fel és csak az övcsatornánál mélyebben fekvő részek őrizték meg többé-kevésbé eredeti állapotukat. A nagy kócsag, a bakcsó, a vörös és szürke gém, a kékbegy és a barna rétihéja élőhelyei fokozott védettséget élveznek.
- Sárosfői Halastavak Természetvédelmi Terület: a Meggyes-erdő déli részén lévő halastavak főleg ornitológiai értéket képviselnek. A terület nem látogatható.
- Somlóvásárhelyi Holt-tó Természetvédelmi Terület: a tavat valamikor lecsapolták, de a bukó visszatartó funkciójának köszönhetően a lápréten mindig áll a víz. Ennek köszönhetően a sás, nád, bokorfüzek jól érzik itt magukat, és gazdag az állatvilága.
- Somogyvári Kupavár-hegy Természetvédelmi Terület: I. László király 1091-ben apátságot alapított itt, valamint bazilikát, kolostort, ispáni székhelyet építtetett a Kupavár-hegyen. Lakói az általa behívott franciaországi Saint-Gilles bencés szerzetesei voltak.
- Sümegi Mogyorós-domb Természetvédelmi Terület: a domb maga 125-140 millió évvel ezelőtt lerakódott mészkőlemezekből épül fel. A kutatóárokban jól elkülöníthetők a földtörténet különböző koraiban lerakódott rétegek.
- Szentgáli Tiszafás Erdő Természetvédelmi Terület: ez Európa jelenleg legnagyobb őshonos tiszafása. A Miklóspál-hegy nedves, hűvös mikroklímája kedvez e növényfaj fejlődésének. A sziklákkal teleszórt talajon annyira jól érzik magukat, hogy valamennyi korosztályuk felelhető a területen.
- Tapolcafői Láprétek Természetvédelmi Terület: a védettség elsősorban a láprétek növényeinek élőhelyére vonatkozik. Ilyen növény például a zergeboglár, valamint a különböző kosborok, nősziromfélék és gyapjúsásfélék.
- Tapolcai-tavasbarlang Felszíne Természetvédelmi Terület: a barlangot 1902-ben fedezték fel. Vizét a bauxitbányászat elszívta, közel három méterrel csökkent a talajvíz szintje. A bányák bezárása nyomán szerencsére megint található benne víz.
- Úrkúti Őskarszt Természetvédelmi Terület: Úrkút lakói szenet keresve találtak rá a felszín közeli mangánra. Az értékes ércet kézi erővel fejtették és így maradhattak meg azok a karsztformák, amik sehol máshol nem találhatók meg. A rózsaszín mészkősziklákban ősi kardlábúak, tengeri liliomok, ammoniták, csigák, kagylók maradványai szép számmal találhatók.
- Uzsai Csarabos Erdő Természetvédelmi Terület: a terület áfonyás-, csarabos tölgyese miatt érdekes.
- Várpalotai Homokbánya Természetvédelmi Terület: ebben a nem nagy méretű bányafalban 200 csiga-, több mint 100 kagyló- és 100 egysejtűfajt találtak a kutatók. Az egykor élt állatok vázai a vízfenéken, finom homokágyon rakódtak le, rájuk jégkorszaki kavicsréteg került, és a homokágynak, valamint a kavicsrétegnek köszönhetően maradhattak meg viszonylag épségben.
- Zalakomári Madárrezervátum Természetvédelmi Terület: a terület legszebb része a páfrányos, magyarkőrises égerláperdő.
- Zirci Arborétum Természetvédelmi Terület: az ország legmagasabban fekvő arborétumaként klímája hűvös, célja pedig a Bakony őshonos növényzetének bemutatása.

## Ex lege védettség
A természet védelméről szóló 1996. évi LIII. törvény erejénél fogva Magyarországon védelem alatt áll valamennyi forrás, láp, barlang, víznyelő, szikes tó, kunhalom, földvár, és országos jelentőségűnek minősülnek.
- Források: az igazgatóság működési területén ex lege védett források felmérése 2003 óta zajlik, és még nem ért véget: eddig 1500-nál is több forrást mértek fel az igazgatóság működési területén.[4]
- Víznyelők: az igazgatóság működési területén a víznyelők felmérése jelenleg is zajlik, és még nem ért véget: eddig 463 víznyelőt tartanak nyilván az igazgatóság működési területén.[5]
- Barlangok: az igazgatóság működési területén 711 barlangot tartanak nyilván, amelyből 32  hossza haladja meg a 100 métert.[6]

## Természeti emlékek

### Földtani alapszelvények
Az alábbi 10 földtani alapszelvényt minősítették természeti emléknek az igazgatóság működési területén:
- Ajka Szappan-völgyi kőfejtő alapszelvény TE
- Bakonynána Zsidó-hegyi útbevágás földtani alapszelvény TE
- Borzavár Szilas-árok földtani alapszelvénye TE
- Borzavári Templom‐domb földtani alapszelvénye TE
- Lókúti Hosszú-árok és Tankcsapda földtani alapszelvények TE
- Lókúti legelő földtani alapszelvény TE
- Lókút Pintér-hegyi földtani alapszelvény
- Pénzesgyőr Tilos-erdei földtani alapszelvény TE
- Úrkúti Köves-tábla földtani alapszelvény TE
- Zirc Borzavári úti kőfejtő földtani alapszelvény TE

## Nemzetközi egyezmény hatálya alá tartozó védett területek
Az itt felsorolt, természetvédelmi szempontból jelentős területeknek nemzetközi egyezmény, illetve kitüntető cím biztosít oltalmat.

### Európa Diploma
A Tihanyi-félsziget vulkanikus képződményei 2003-ban kapta meg az Európa Diplomát.

### Natura 2000 területek
A Natura 2000 hálózat olyan természetvédelmi területeket foglal magába az Európai Unió teljes területén, amelyek vagy madártani, vagy élőhelyi szempontból kiemelt jelentőségűek. Lényeges, hogy a Natura 2000 területek természeti sokszínűségét az ott folyó gazdálkodás mellett kell megőrizni. A Natura 2000 területek megóvása európai érdek, de nemzeti felelősség. Az igazgatóság működési területén az alábbi helyekről készült Natura 2000 fenntartási terveket fogadták el:
- HUBF10001 - Miklósfai Mórichelyi-halastavak
- HUBF20001 - Keleti-Bakony
- HUBF20002 - Papod-Miklád
- HUBF20003 - Kab-hegy
- HUBF20004 - Agár-tető
- HUBF20006 - Tihanyi-félsziget
- HUBF20007 - Monostorapáti Fekete-hegy
- HUBF20008 - Csatár-hegy és Miklós Pál-hegy
- HUBF20009 - Devecseri Széki-erdő
- HUBF20011 - Felső-Nyirádi-erdő és Meggyes-erdő
- HUBF20012 - Sásdi-rét
- HUBF20014 - Pécselyi-medence
- HUBF20015 - Marcal-medence
- HUBF20016 - Öreg-hegyi riviéra
- HUBF20017 - Kádártai dolomitmezők
- HUBF20018 - Megye-hegy
- HUBF20020 - Szent György-hegy
- HUBF20021 - Péti-hegy
- HUBF20022 - Mogyorós-hegy
- HUBF20023 - Hajmáskéri Törökcsapás
- HUBF20024 - Berhidai-löszvölgyek
- HUBF20025 - Badacsony
- HUBF20026 - Tótvázsonyi Bogaras
- HUBF20027 - Nemesvámosi Szár-hegy
- HUBF20028 - Tapolcai-medence
- HUBF20029 - Uzsai-erdő
- HUBF20031 - Szentkirályszabadja
- HUBF20032 - Balatonkenesei tátorjános
- HUBF20033 - Dörögdi-medence
- HUBF20034 - Balatonfüredi erdő
- HUBF20035 - Keszthelyi-hegység
- HUBF20037 - Alsó-Zala-völgy
- HUBF20039 - Nyugat-Göcsej
- HUBF20040 - Vétyempuszta
- HUBF20043 - Mura mente
- HUBF20044 - Kerka mente
- HUBF20045 - Szévíz-Principális-csatorna
- HUBF20046 - Oltárc
- HUBF20047 - Felső-Zala-völgy
- HUBF20048 - Kebele
- HUBF20049 - Dél-zalai homokvidék
- HUBF20050 - Csörnyeberek
- HUBF20052 - Sárvíz-patak mente
- HUBF20053 - Zalaegerszegi Csácsi erdő
- HUBF20054 - Nagykapornaki-erdő
- HUBF20055 - Remetekert
- HUBF30001 - Északi-Bakony
- HUBF30002 - Balaton
- HUBF30003 - Kis-Balaton
- HUDD10012 - Balatoni berkek
- HUDD20031 - Fehérvíz
- HUDD20034 - Balatonendrédi dombok
- HUDD20035 - Pogányvölgyi rétek
- HUDD20036 - Ordacsehi berek
- HUDD20038 - Ádándi Felső-hegy
- HUDD20041 - Dél-balatoni berkek
- HUDD20042 - Kőröshegyi-erdők
- HUDD20043 - Kopasz-dombi erdő
- HUDD20047 - Vityai-erdő
- HUDD20049 - Somogytúri erdők
- HUDD20057 - Somogymeggyesi erdő
- HUDD20058 - Látrányi puszta
- HUDD20059 - Balatonkeresztúri rétek
- HUDD20061 - Holládi erdő
- HUDD20064 - Ságvári dombok

### Bioszféra-rezervátum
Az igazgatóság működési területén egy bioszféra-rezervátum, a Mura-Dráva-Duna Bioszféra-rezervátum található, ami öt ország (Magyarország, Ausztria, Horvátország, Szerbia és Szlovénia) természeti területeit öleli fel. Magyarországra eső területéhez két nemzeti park igazgatóság, a Duna-Dráva Nemzeti Park Igazgatóság és a Balaton-felvidéki Nemzeti Park Igazgatóság védett természeti területeinek és Natura 2000 területeinek egy része tartozik.

### A Rámszari egyezmény hatálya alá tartozó területek
Az igazgatóság működési területén található három Rámszari terület:
- Kis-Balaton
- Balaton
- Dél-Balatoni halastavak és berkek

### Erdőrezervátumok
Az igazgatóság területén az alábbi 9 erdőrezervátum található:
- Vaskereszt (Külső-Somogy)
- Vétyem (Zalai-dombság)
- Remetekert (Zalai-dombság)
- Csörnyeberek (Zalai-dombság)
- Tátika (Bakony)
- Tóth-árok (Bakony)
- Somhegy (Bakony)
- Virágos-hegy (Keszthelyi-hegység)
- Fehér-sziklák (Bakonyalja)

## Látogatóhelyek
Az igazgatóság működési területén működő látogatóhelyek:
- Lóczy-barlang, Balatonfüred
- Levendula Ház Látogatóközpont, Tihany
- Kis-Balaton Látogatóközpont, Fenékpuszta
- Fekete István-emlékhely, Kis-Balaton/Fenékpuszta/Diás-sziget
- Kápolnapusztai Bivalyrezervátum, Kis-Balaton
- Hegyestű Geológiai Bemutatóhely, Monoszló
- Csodabogyós-barlang, Balatonederics
- Vörsi tájház, Kis-Balaton
- Tapolcai-tavasbarlang, Tapolca
- Pannon Csillagda, Bakonybél
- Várpalotai homokbánya, Várpalota
- Kotsy-vízimalom, Zalaszántó
- Erdők Háza, Bakonybél
- Hódvár Vízitúra Kikötő, Muraszemenye
- Berek Világa Látogatóközpont, Fonyód
- Salföldi major, Salföld
- Szentgáli-kőlik, Szentgál